# سوق التوابل (دبي)
سوق التوابل ويعرف أيضاً بالسوق القديم وهو سوق تراثي يتواجد في شرق مدينة دبي في الإمارات في منطقة الديرة بالقرب من سوق الذهب، في شارع بني ياس، ويتم التجارة فيه بالتوابل التي تجلب من شرق وجنوب شرق آسيا وجنوب آسيا بالإضافة إلى المواد المنزلية والنسيج والبخور والسجاد والتحف يتم البيع فيه عن طريق المعاملة والتي يتم الاتفاق فيها على تخفيض المنتجات.
يعد السوق من أقدم الأسواق في دبي،حيث شيد منذ 160 عاماً، وكان يطلق عليه البعض «سوق الدويات» نسبة إلى الأعشاب الطبيعية،التي  تستخدم كدواء للمرضى

## تصميم السوق
يتمبز السوق بالهندسة المعمارية  التراثية البسيطة، حيث تصطف الدكاكين الصغيرة بجانب بعضها  داخل ممرات متوازية ، أسقفه مغطّاة  بالدعائم الخشبية المصنوعة من سعف النخيل تخزن الرطوبة وتضيء السوق بضوء خافت مريح 
ويعتبر السوق مراعياً لأصحاب الهمم حيث  يضمّ منحدراً للكراسي المتحركة يمتدّ من الشارع إلى الرصيف، ومسارات مستوية تسهّل التنقّل بين المتاجر، التي يضمّ معظمها منحدرات  ومساحات واسعةملائمة .

## معرض الصور

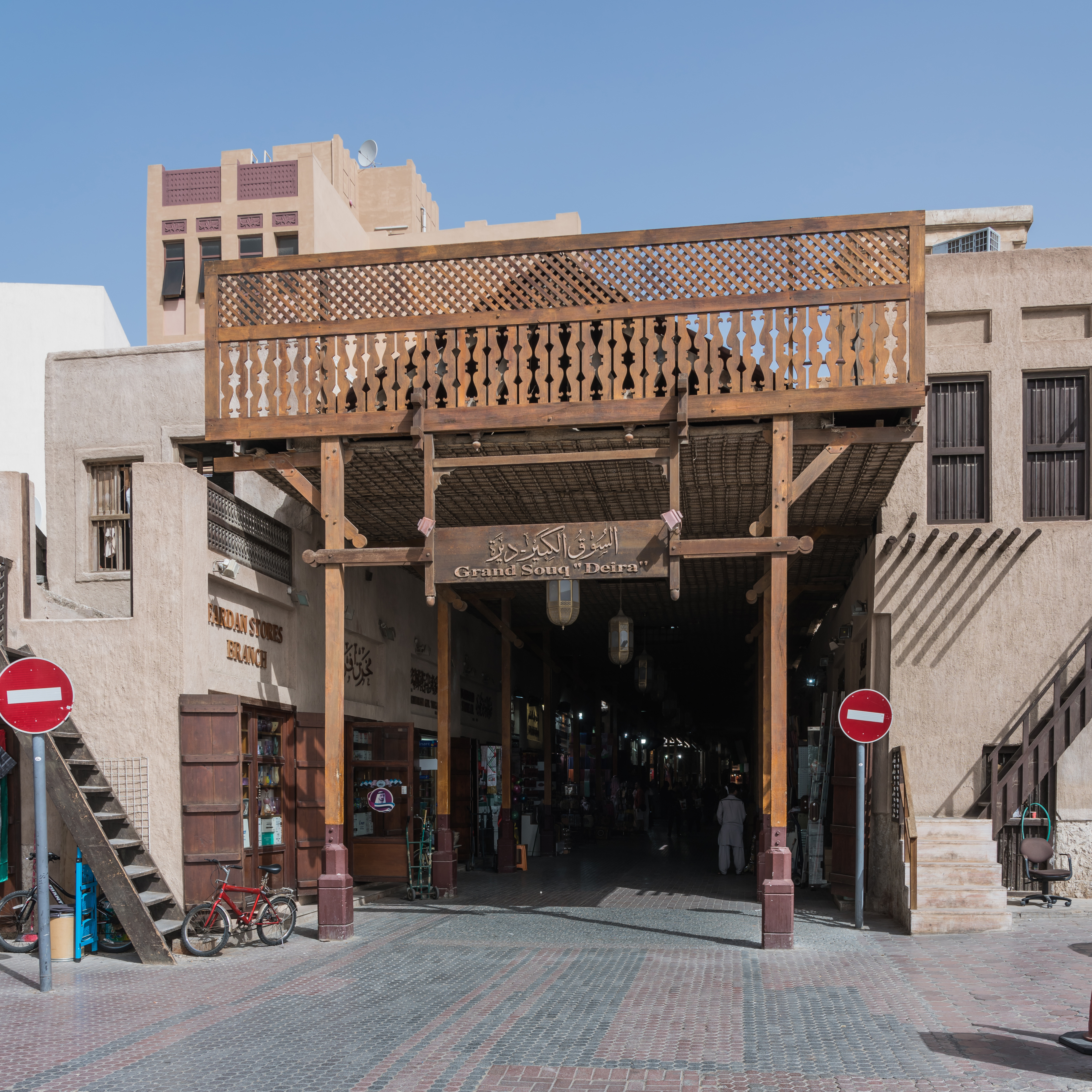
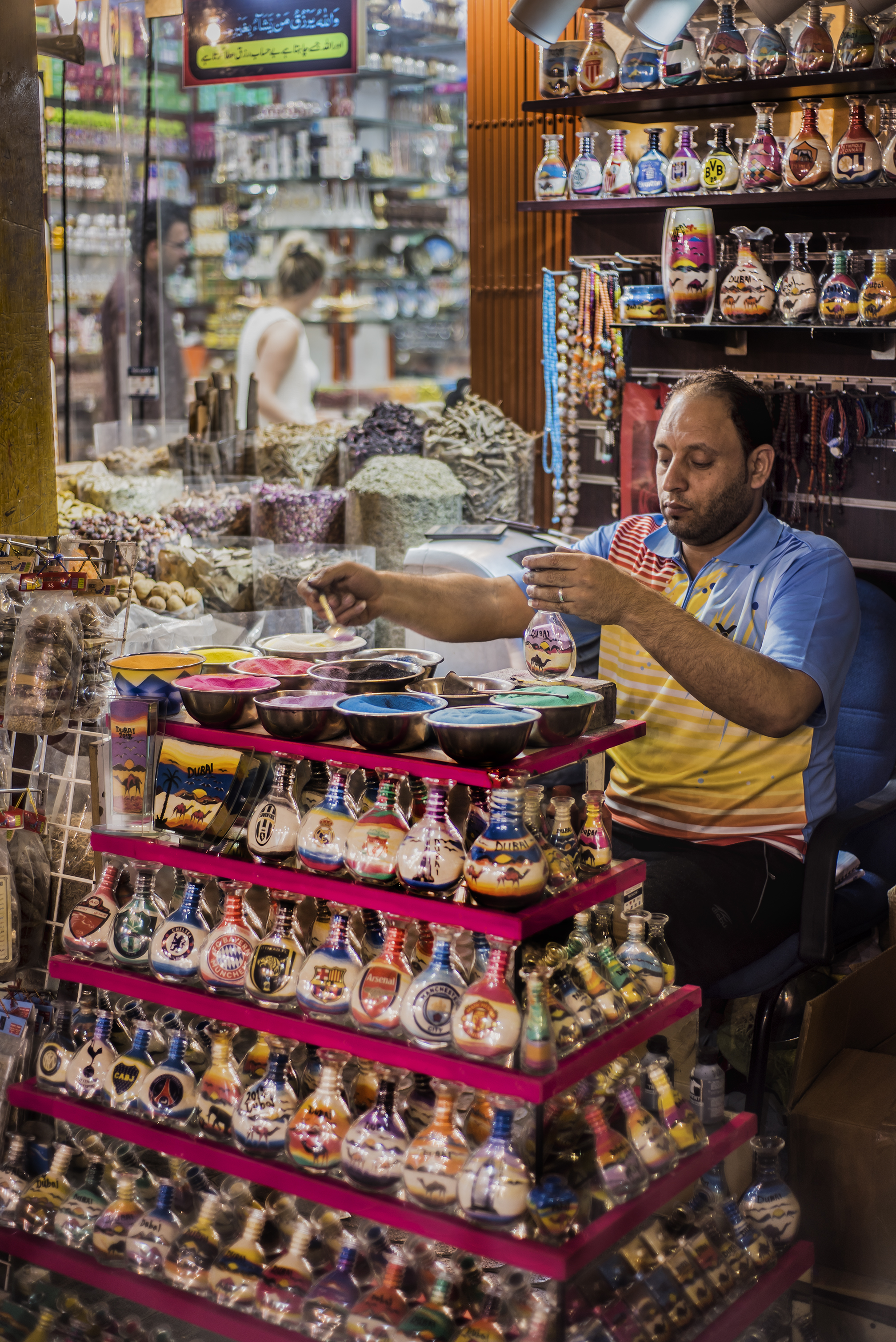
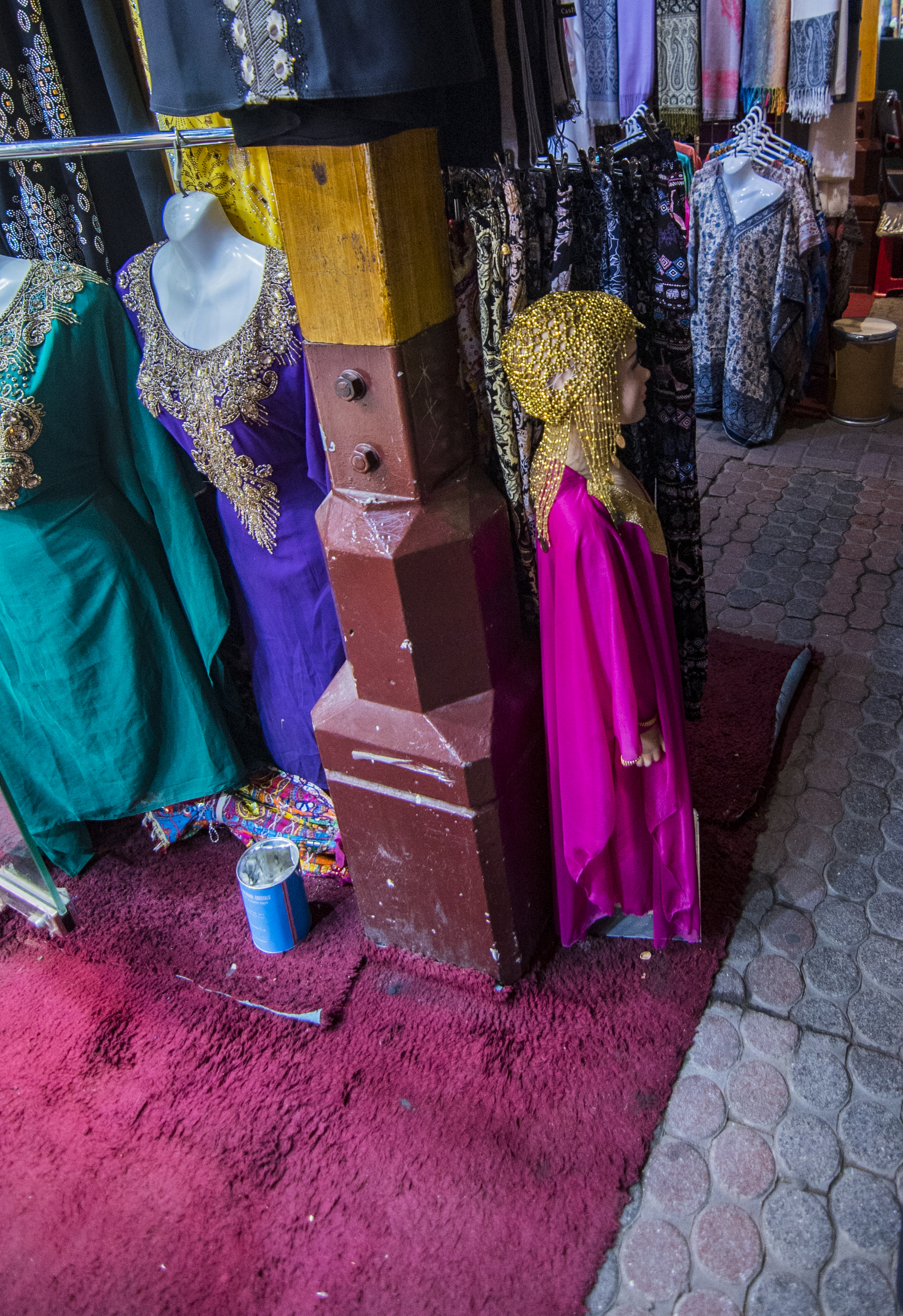
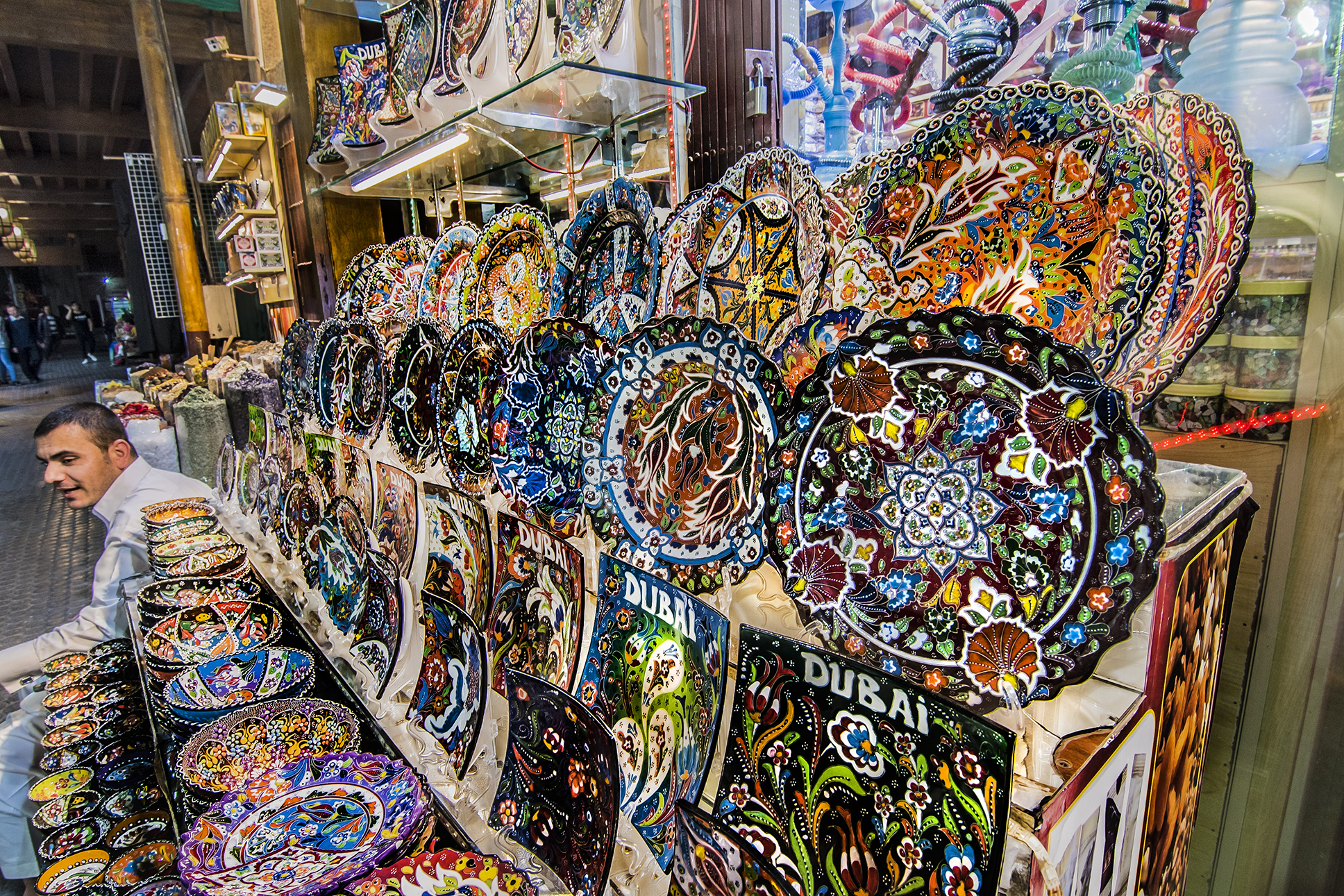
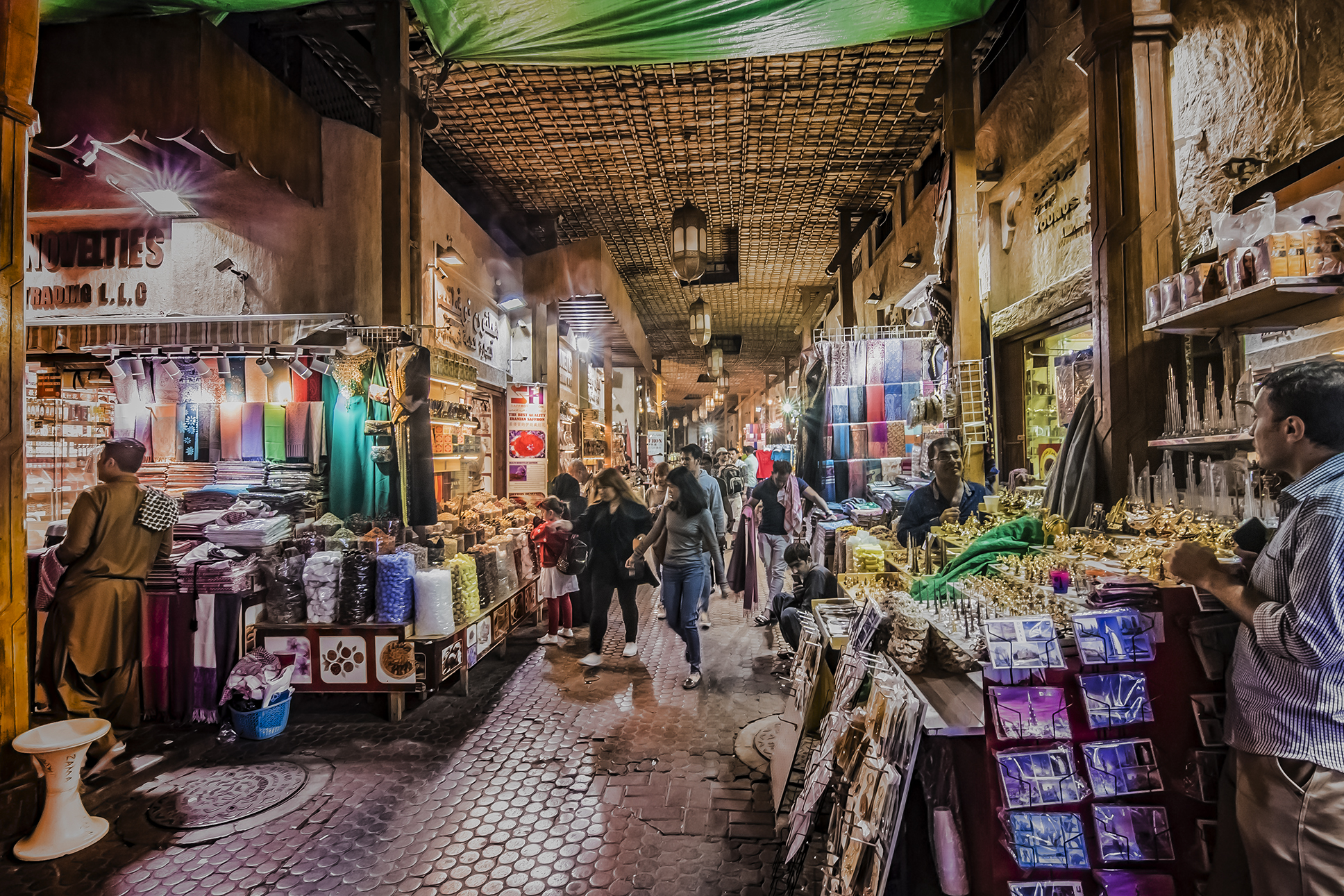
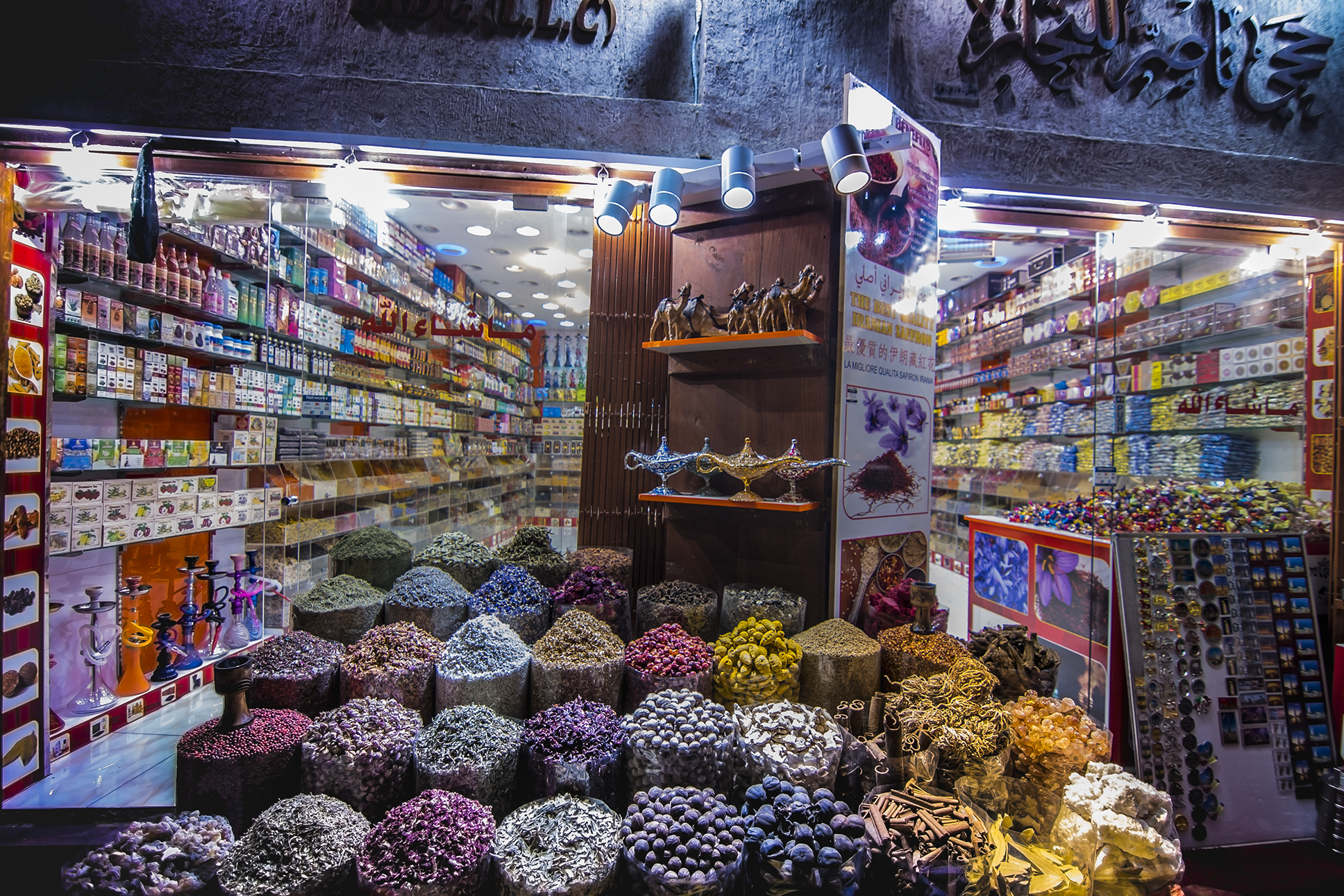